# Lunzamt
Lunzamt ist eine Katastralgemeinde in der Gemeinde Lunz am See im Bezirk Scheibbs in Niederösterreich.
Die Katastralgemeinde umfasst das dicht besiedelte Gebiet um den Lunzer See, aber auch weiter südlich und östlich liegende Waldgebiete. Im Franziszeischen Kataster wird diese Gegend als Amt Lunz bezeichnet – zur Unterscheidung vom Dorf Lunz.